# Gmina Gierałtowice
Gmina Gierałtowice je vesnická gmina, která se nachází v okrese Gliwice ve Slezském vojvodství v jižním Polsku. Sídlem gminy je obec Gierałtowice. Gmina Gierałtowice sousedí s městy Gliwice, Knurów, Mikołów, Ruda Śląska a Zabrze.

## Další členění gminy
Po ustálení změn v roce 1994 se gmina Gierałtowice se skládá ze čtyř sołectwí:
- Chudów
- Gierałtowice
- Paniówki
- Przyszowice

## Vodstvo gminy
Celá gmina Gierałtowice patří do povodí řeky Kłodnica, která se nachází v severní části gminy. Kłodnica patří do povodí řeky Odry a úmoří Baltského moře.

## Doprava v Gmině
V severním cípu gminy se nachází významná křižovatka dálnic A1 a A4. Na tyto dálnice se napojuje ostatní silniční síť v gmině.

## Zajímavosti
Hlavní turistickou atrakcí gminy Gierałtowice je hrad Chudów a jeho blízké okolí, kde se nachází bludný balvan Chudów a památný vykotlaný topol Tekla.
Smutnou událostí druhé světové války byl Przyszowický masakr (polsky Zbrodnia przyszowicka či tragedia pryszowicka), který provedla Rudá armáda.

## Galerie

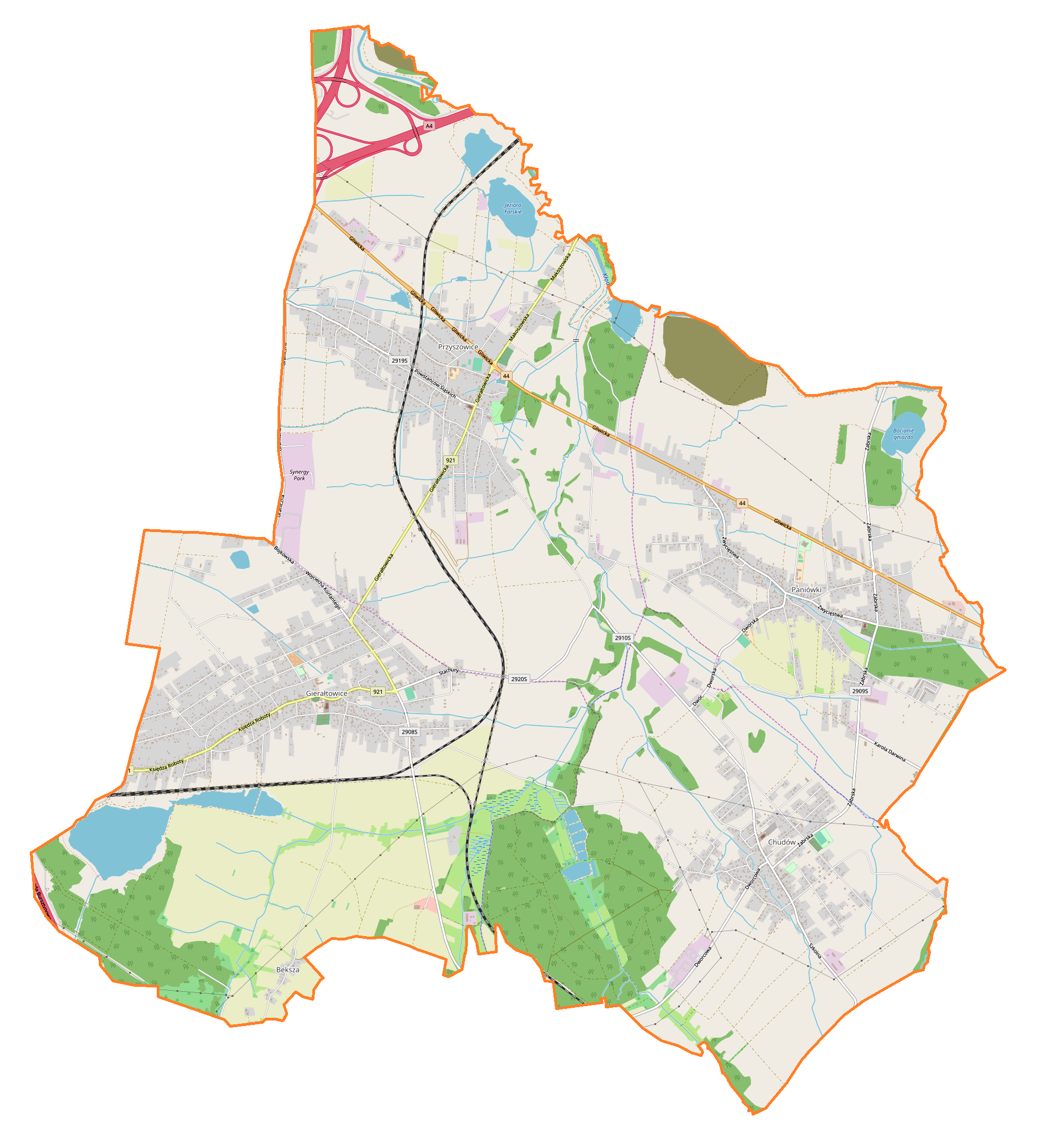
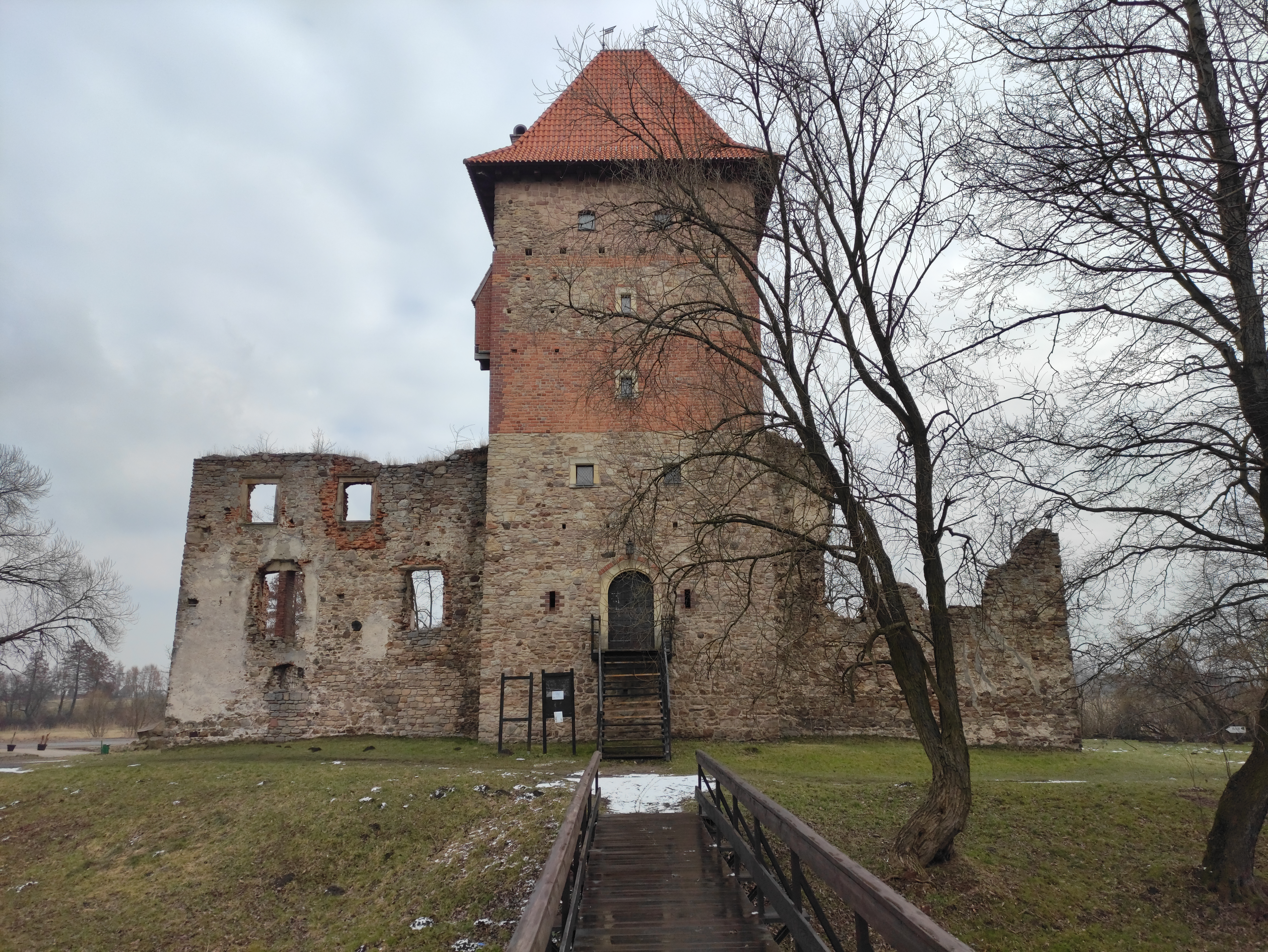
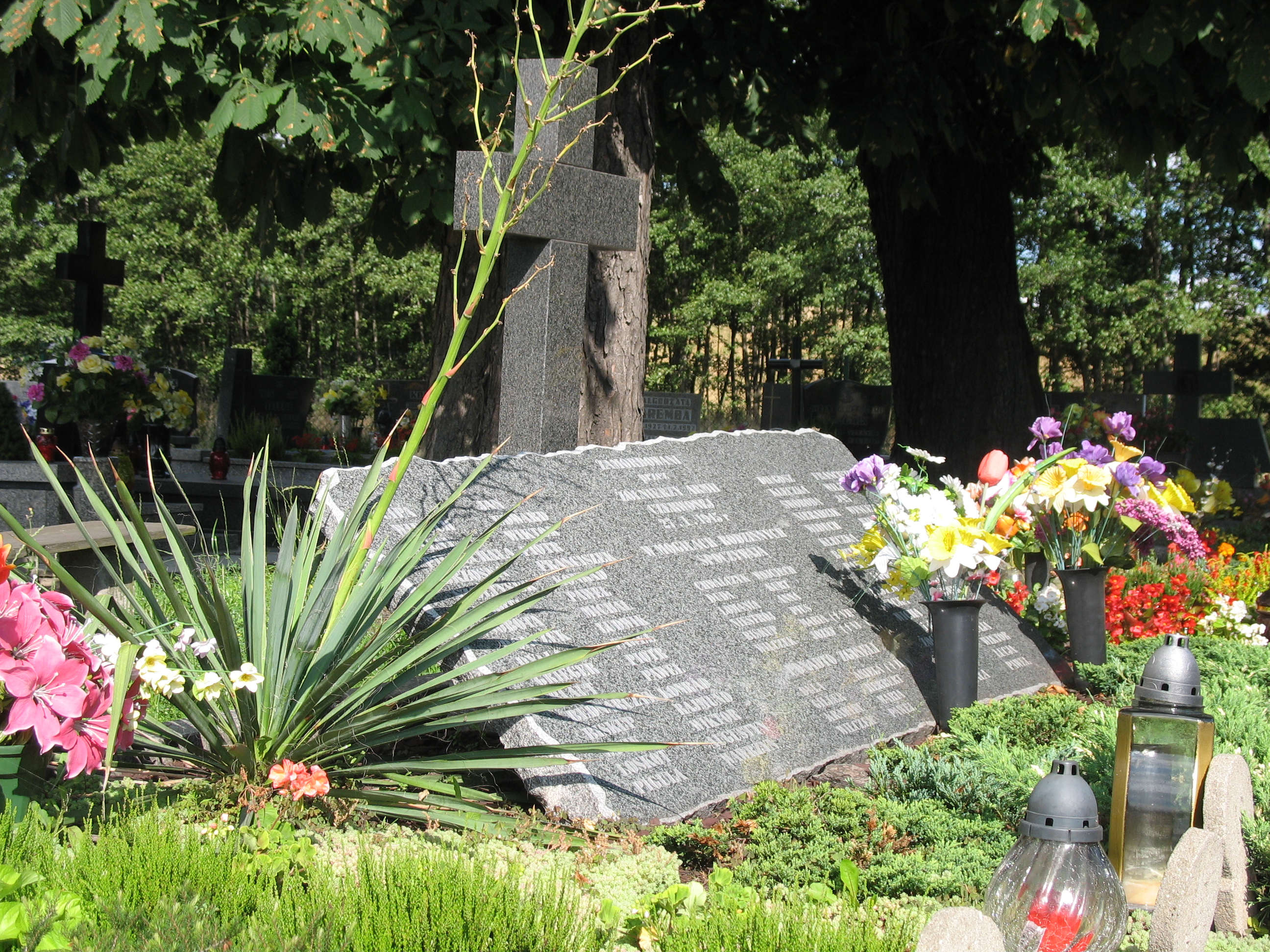
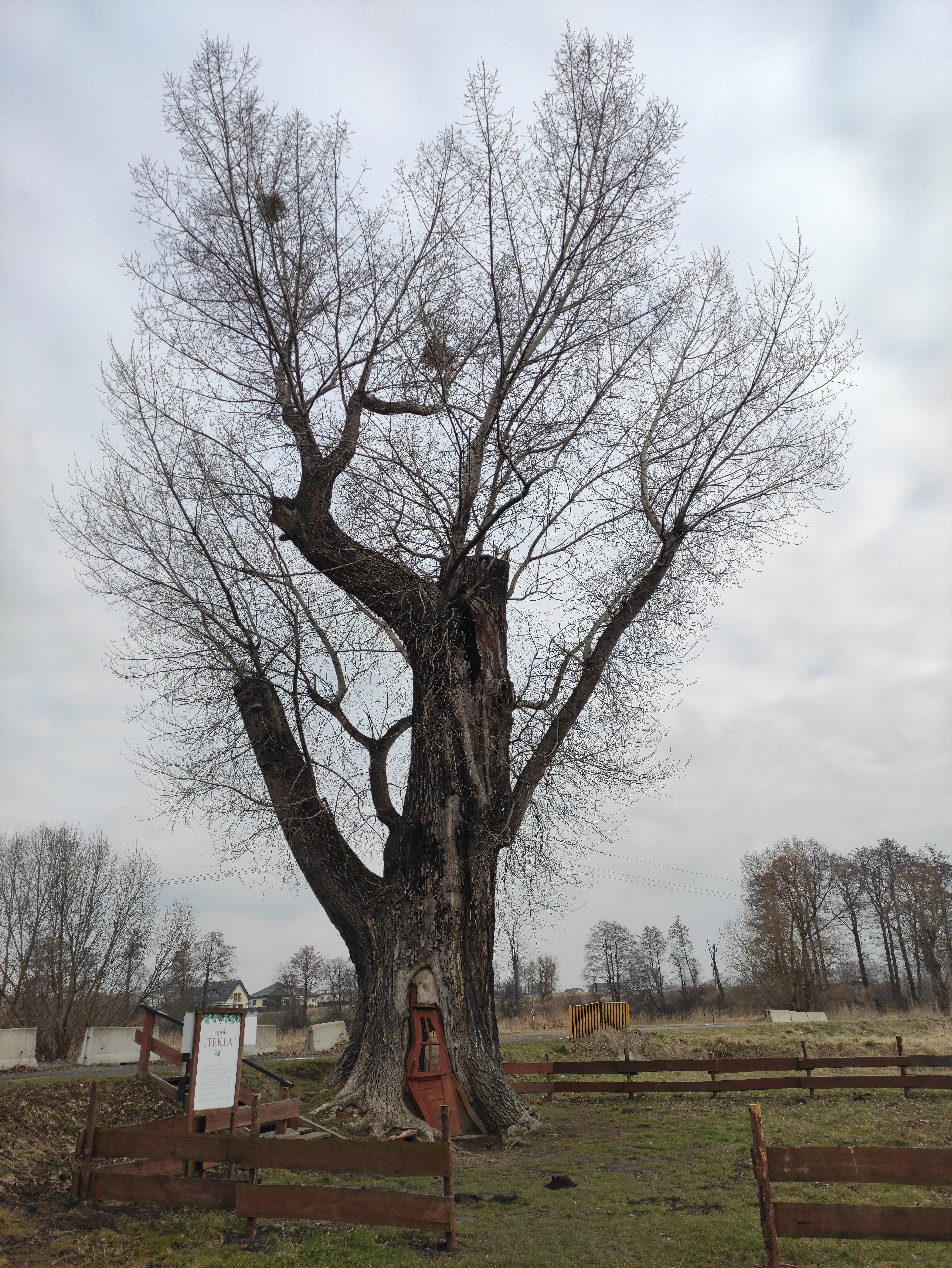
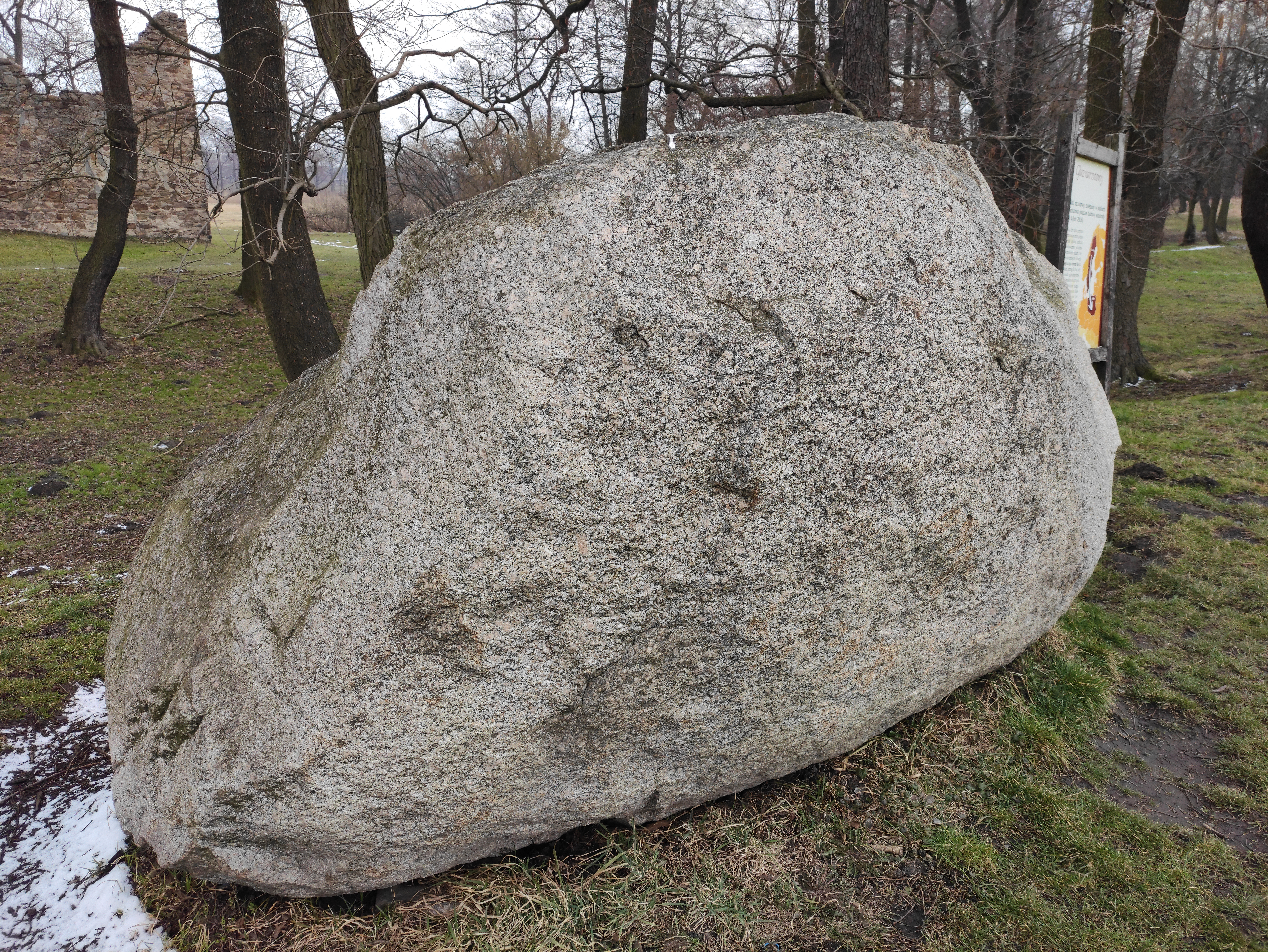
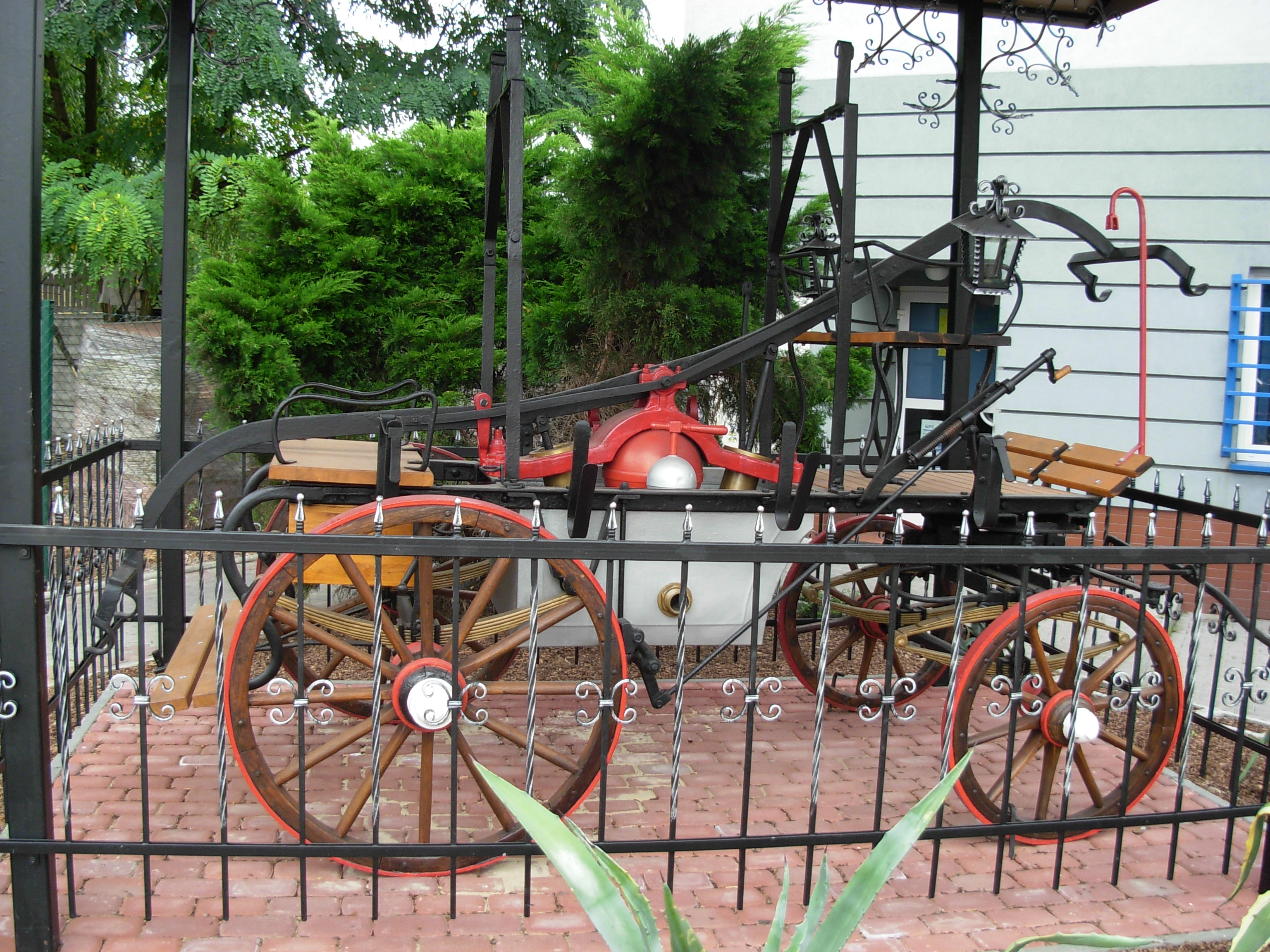
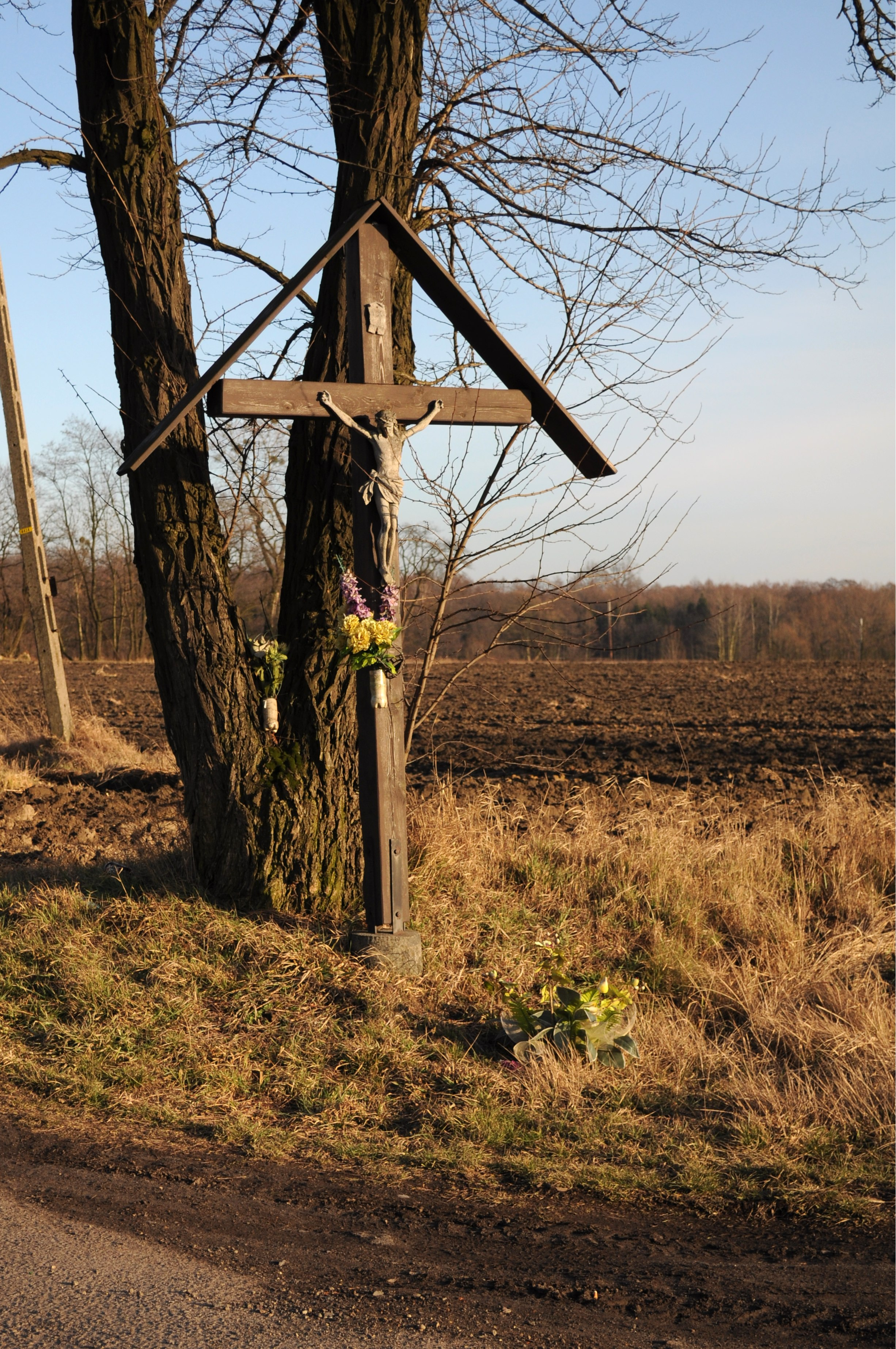
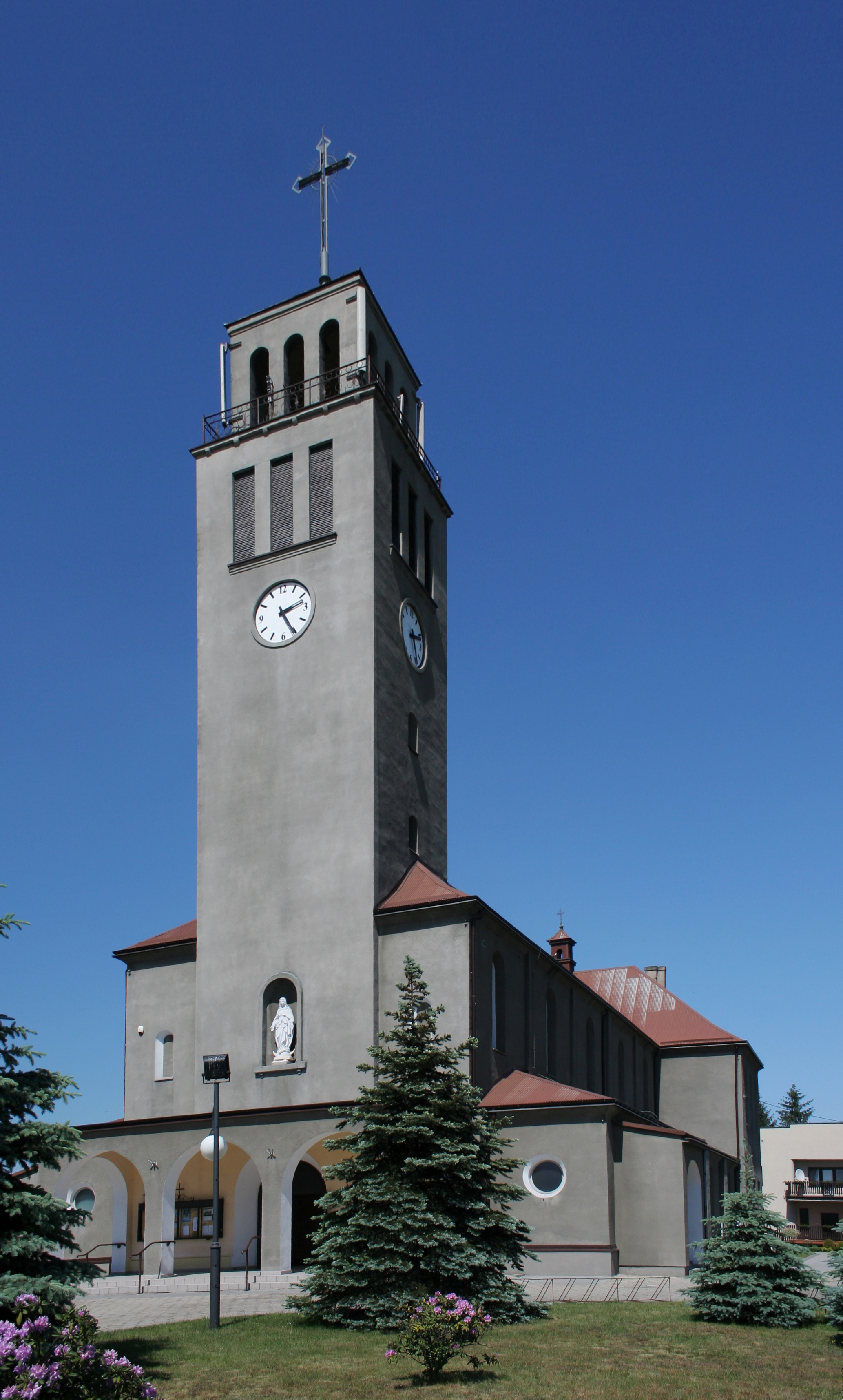
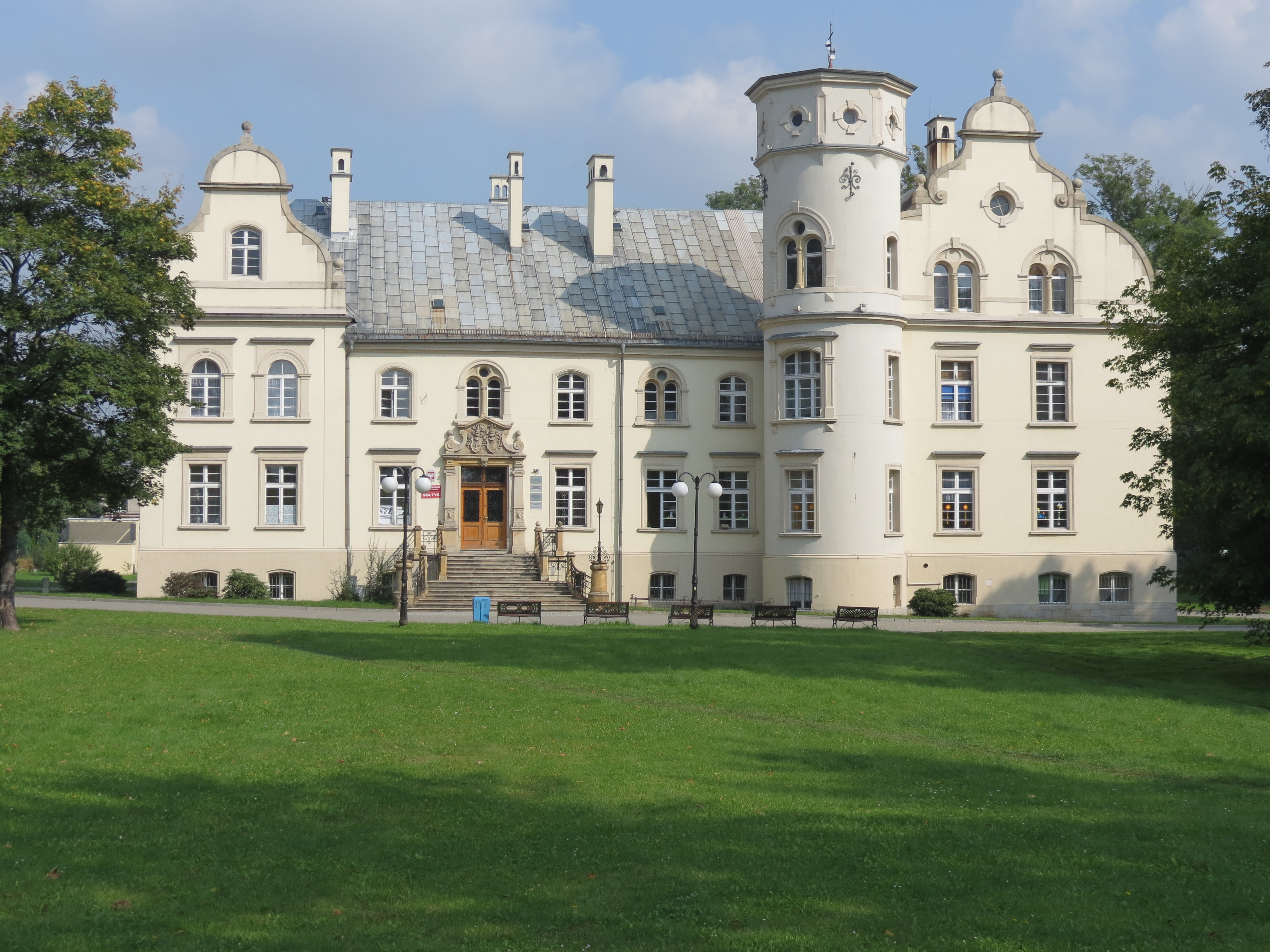
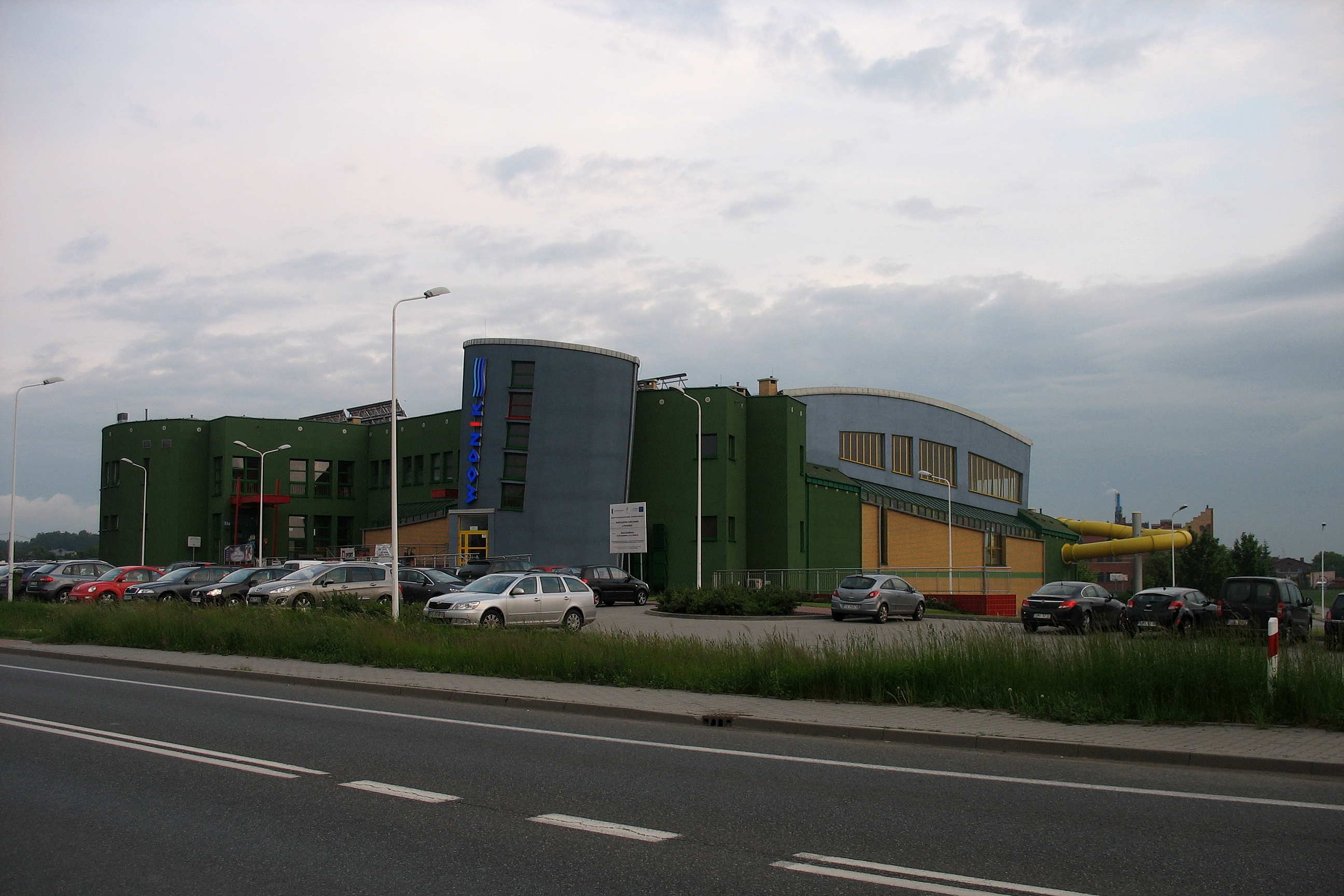